# Maiherperi
Maiherperi, auch Maherpra, war ein altägyptischer Höfling, der im Tal der Könige bestattet wurde. Seine Grabkammer trägt die moderne Bezeichnung KV36. Er lebte höchstwahrscheinlich zur Zeit von Amenophis II. in der 18. Dynastie. Sein Name kann als „Löwe des Schlachtfelds“ übersetzt werden.

## Beamten- und Funktionstitel

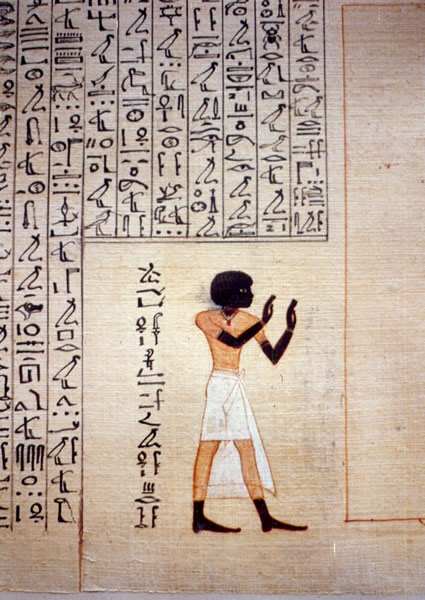
Ausschnitt des Maiherperi auf einem Papyrus in seinem Totenbuch

Maiherperi trug die Titel „Wedelträger zur Rechten des Königs“ und „Kind des kap“. Deswegen gibt es Spekulationen darüber, dass es sich bei Maiherperi um einen Prinzen eines Vasallengebietes handelt, der in einer königlichen Kinderanstalt aufgewachsen ist. Er war der erste Höfling, der den Titel des Wedelträgers tragen durfte. Dabei handelt es sich um ein besonderes Ehrenamt. Das deutet darauf hin, dass er ein enger Vertrauter des Pharaos war, vielleicht auch sein Berater oder Leibwächter. Dieser kennzeichnete später im Nubien den Vizekönig.

## Datierung
Wann Maiherperi lebte, ist umstritten. Auf Leinen in seinem Grab findet sich der Name von Königin Hatschepsut. Man nahm deswegen an, dass er zu ihrer Regierungszeit gelebt hat. Sein Grab befindet sich jedoch in der Nähe der Grabkammer von Amenophis II. Die neuere Forschung geht deswegen davon aus, dass er zu dessen Regierungszeit lebte. Die in beiden Gräbern gefundenen Objekte passen auch stilistisch besser zusammen.

## Grabkammer und Mumie
Das Grabmal von Maiherperi ist KV36 und liegt im östlichen Tal der Könige. Es wurde 1899 von Victor Loret entdeckt. Das Schachtgrab mit Kammer ist klein und undekoriert, die Kammer wurde jedoch intakt aufgefunden. Sie ist 3,79 m lang, 4,04 m breit und ungefähr 1,57 m hoch. Die Fläche beträgt 15,3 m². Die Tiefe des Schachtes beträgt 6 m. Hierbei handelte es sich zur Zeit der Ausgrabung um das erste Grab im Tal der Könige, das größtenteils unberührt war. Die Funde befinden sich im Ägyptischen Museum in Kairo.
Loret fand die relativ gut erhaltene Mumie in mehreren ineinander verschachtelten Holzsärgen verstaut, die Särge waren jedoch bereits aufgebrochen und die Mumie in der Antike geplündert. Die Grabräuber ließen sowohl den Bestattungsschmuck als auch sämtliche Metallgegenstände aus der Kammer mitgehen. Eine vergoldete Maske aus Pappmaché wurde zurückgelassen. Die Mumie wurde im März 1901 von Georges Daressy ausgewickelt. Nach einer näheren Untersuchung handelte es sich um einen etwa 24 Jahre alten Mann. Wie auch schon das Exemplar eines im Grab gefundenen Totenbuches vermuten ließ, wies die Mumie die Körpermerkmale eines Schwarzafrikaners auf.